# Ewangelicko-Parafialne Towarzystwo Pożyczkowo-Oszczędnościowe w Radomiu
Ewangelicko-Parafialne Towarzystwo Pożyczkowo-Oszczędnościowe w Radomiu – towarzystwo pożyczkowo-oszczędnościowe działające przy parafii ewangelickiej w Radomiu w latach 1920–1923. Statut towarzystwa został zatwierdzony 6 listopada 1920 przez Ministra Skarbu.
Towarzystwo miało swoją siedzibę w Radomiu, posiadało również filie w Jaworze k. Iłży oraz w Kozienicach. Było osobą prawną a jej fundusze stanowiły kapitały: zakładowy, zasobowy i specjalny.
W 1923 towarzystwo przekształciło się w Ewangelicką Spółdzielnię Kredytową w Radomiu.

## Władze towarzystwa 1921-1922
- Zarząd
  - ks. Henryk Tochtermann (prezes)
  - Józef Karsch
  - Julian Erdmann
- Walne Zgromadzenie
- Rada Nadzorcza
  - Gustaw Kindt
  - Krystian Betker
  - Jan Zerbin
  - B. Ciągliński
- Komisja Rewizyjna

## Władze towarzystwa 1923
- Zarząd
  - Jan Jakub Samuel Freudenheim (wicedyrektor Banku Zachodniego w Radomiu)
  - Gustaw Betker (urzędnik radomskiego Ratusza)
  - Jakub Matys (rolnik z Bielichy)
- Walne Zgromadzenie
- Rada Nadzorcza
  - Gustaw Kindt
  - Julian Erdmann
  - Karol Dug
  - Krystian Betker
  - Gottlieb Zerbin
- Komisja Rewizyjna